# Flugplatz Bielefeld

i7
i11
i13
Der Flugplatz Bielefeld (lokal aufgrund des gleichnamigen Ortsteils auch Flugplatz Windelsbleiche, IATA-Code: BFE, ICAO-Code: EDLI) ist ein Verkehrslandeplatz in Bielefeld. Er liegt rund 7 Kilometer südlich der Bielefelder Innenstadt im Stadtbezirk Senne und wird von der Flughafen Bielefeld GmbH betrieben.
Gesellschafter sind unter anderem die Stadt Bielefeld, die IHK Ostwestfalen und 13 Unternehmen aus der Region. Der Flugplatz verfügt über eine befeuerte und asphaltierte Start- und Landebahn und wird vor allem von regionalen Unternehmen, Privatpersonen und örtlichen Luftsportvereinen benutzt.

## Geschichte und heutige Entwicklung

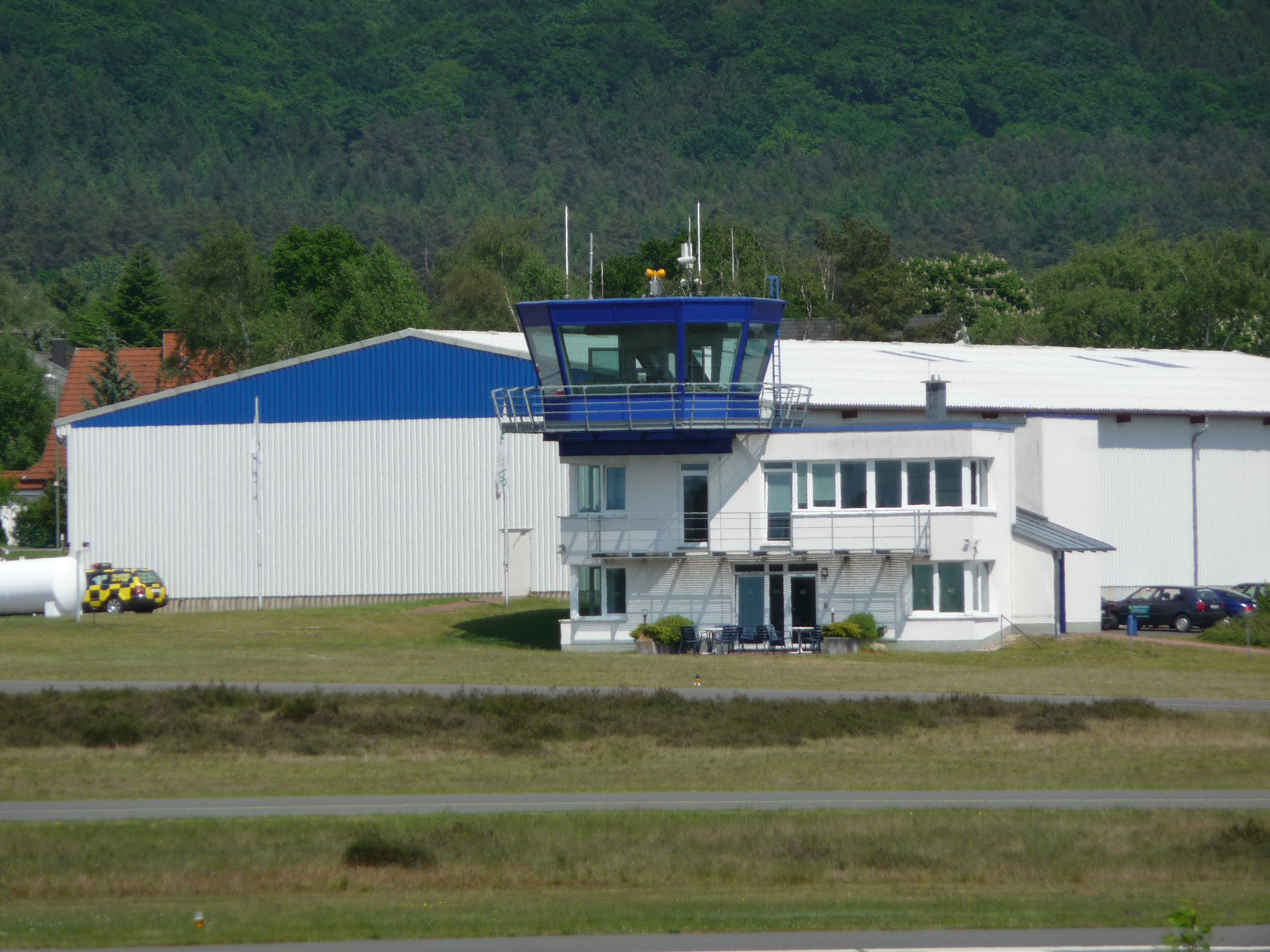
Tower am Bielefelder Flugplatz

Aufgrund der zunehmenden Bedeutung der Luftfahrt nach dem Ersten Weltkrieg gediehen auch in der aufstrebenden Stadt Bielefeld Pläne, die die Errichtung eines Luftlandeplatzes vorsahen. Nach einer monatelangen Diskussion über den Standort entschied man sich schließlich für ein Gebiet in der Senne, das 1929 von der Stadtverwaltung als Standort für die Trinkwassergewinnung aufgekauft worden war. Am 31. August des Jahres 1930 wurde der Flugplatz Bielefeld mit der Landung des Luftschiffes „Graf Zeppelin“ im Beisein von 100.000 Zuschauern eingeweiht.
Ab 1932 wurde auch Motorfliegerei auf dem Flugplatz betrieben. Für diesen Zweck wurde eine Halle errichtet, in der zwei Motorflugzeuge Platz fanden. Im Jahr 1936, entsprechend den Olympischen Spielen in Berlin, wurde eine Reichssportfliegerschule eingeweiht. Im darauffolgenden Jahr fiel der Bielefelder Luftfahrtverein der Gleichschaltung zum Opfer. Während des Zweiten Weltkriegs wurden in Windelsbleiche Lehrlinge und Schüler zur vormilitärischen Ausbildung im Segelflug geschult. Nach dem Zweiten Weltkrieg blieb der Flugplatz bis 1955 unter Kontrolle der britischen Besatzungstruppen, doch schon ab 1952 startete die Bielefelder Segelfluggruppe wieder vom Windelsbleicher Flugfeld. Als Deutschland im Jahr 1956 die Lufthoheit wiedererlangte, ging der Flugplatzunterhalt vom Bielefelder Luftfahrtverein an die neugegründete Flughafen GmbH über. Im Jahr 1971 wurde der Flugplatz um ein Vereinsheim für den Luftfahrtverein erweitert. Seit den 1960er Jahren wird der Flugplatz Bielefeld intensiv von der heimischen Wirtschaft für Flüge mit zweimotorigen Geschäftsreiseflugzeugen genutzt.
Anfang der 1990er Jahre stand die Verlängerung der Betriebserlaubnis für den Flugplatz zur Diskussion. Unter anderem mit Hilfe einer Bürgerinitiative, die über 8000 Unterschriften zum Erhalt des Flugplatzes sammelte, konnte der Erhalt des Flugplatzes gesichert werden. Im Jahr 1994 wurde durch die zuständige Luftfahrtbehörde die erste unbefristete Genehmigung des Flugplatzes erteilt. 1997 übernahmen weitere Unternehmen Anteil an der Gesellschaft und schufen damit die Voraussetzung für die weitere Modernisierung des Flugplatzes. Die Stadt Bielefeld ist seitdem weiterhin mit einem Anteil von rd. 25 % größter Einzelgesellschafter. Die schrittweise Modernisierung des Flugplatzes erfolgte durch die Errichtung eines neuen Towers, mehrerer neuer Hangars, einer PAPI Anflughilfe und einer modernen Landebahnbefeuerung. Den vorläufigen Abschluss der Bautätigkeiten stellte 2005 die Verlängerung der Landebahn und die Befestigung der Rollwege dar.
Seit 2006 wird der Flugplatz Bielefeld regelmäßig auch von düsengetriebenen Geschäftsreiseflugzeugen genutzt. Eine Cessna Citation CJ2+ ist fest stationiert und wird als Charterflugzeug genutzt.

## Zweck und Nutzung des Flugplatzes

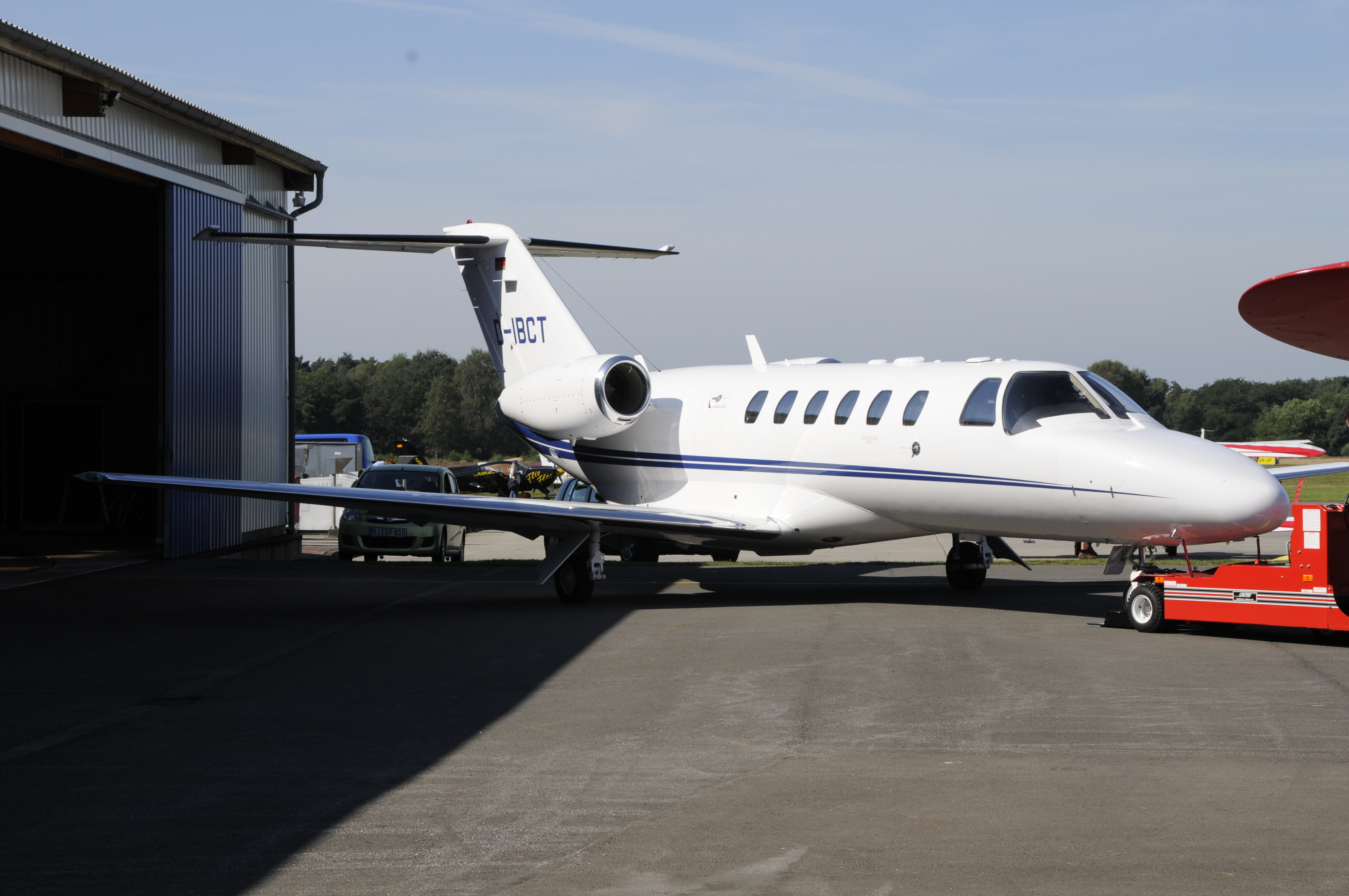
Die auf dem Flugplatz Bielefeld stationierte Cessna Citation CJ2

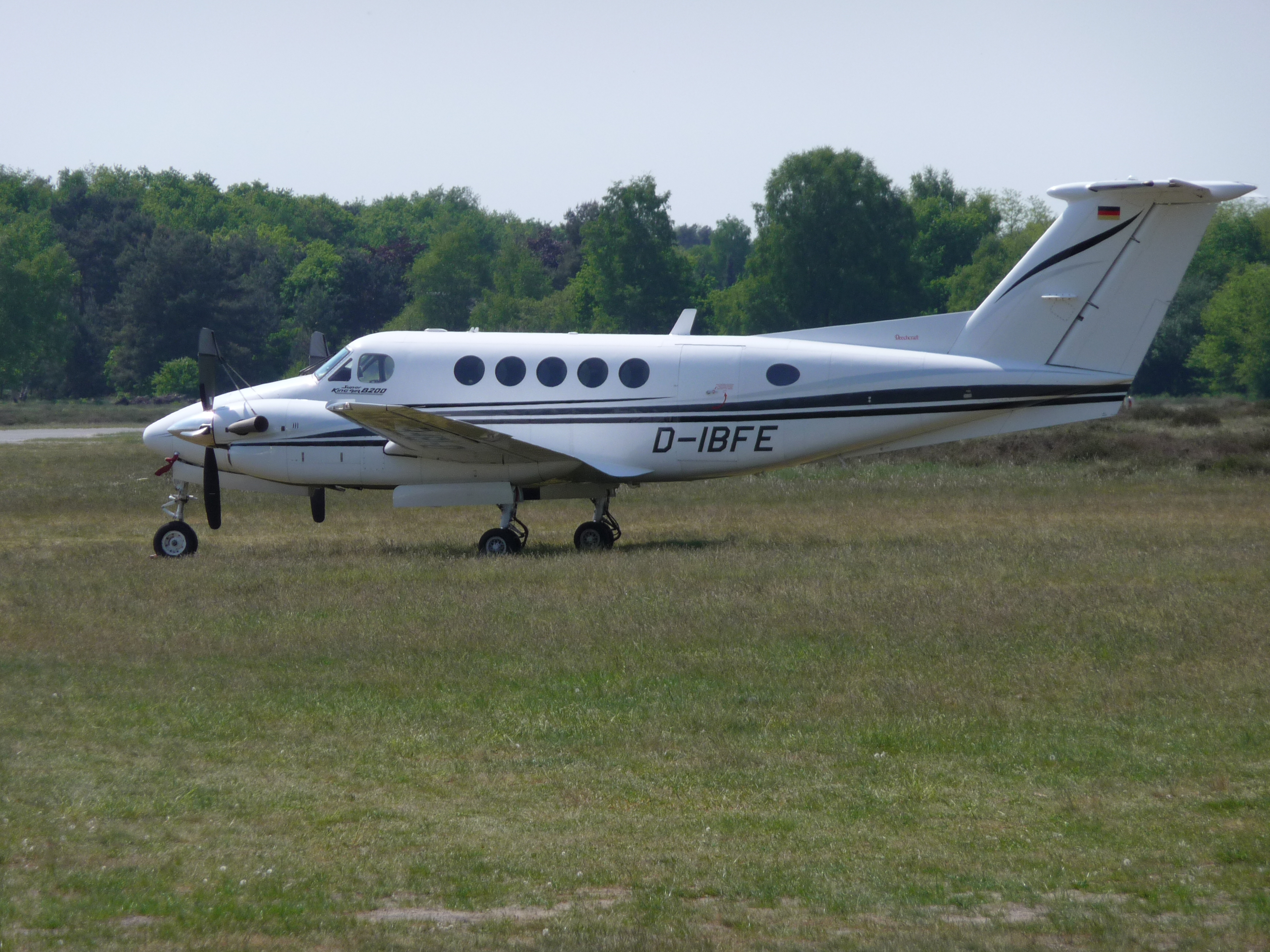
Eine King Air B200 auf dem Flugplatz Bielefeld

Nach der Luftverkehrskonzeption des Landes Nordrhein-Westfalen erfüllt der Flugplatz Bielefeld die Aufgabe eines Schwerpunktflugplatzes für den Geschäftsreiseverkehr. Genutzt wird der Flugplatz überwiegend von Flugzeugen bis 5,7 Tonnen Abfluggewicht, Hubschraubern, Segelflugzeugen und Ballonen. Der Verkehr teilt sich auf zwischen privaten Flügen, Geschäftsreiseflügen und Ausbildungsflügen. Der Flugplatz Bielefeld ist an 365 Tagen im Jahr geöffnet. Flugbewegungen sind zwischen 6 und 22 Uhr zugelassen.

## Ausbau des Flughafens
Im Jahr 2002 beschloss die Flughafengesellschaft, die Landebahn des Flugplatzes auszubauen. Grund hierfür war eine neue Sicherheitsverordnung der Europäischen Union, nach der die damalige Landebahnlänge von 750 Metern für einen Geschäftsflugbetrieb nicht mehr ausgereicht hätte. Gegen den Ausbau der Landebahn formierte sich eine Bürgerinitiative, da Bürger einen starken Anstieg der Flugbewegungen und damit einhergehende Lärmbelästigung befürchteten.
Da gleichzeitig die Betriebsgenehmigung angepasst wurde, standen Befürchtungen im Raum, dass eine Verlagerung des Geschäftsflugverkehrs von Paderborn-Lippstadt auf diesen Verkehrslandeplatz stattfinden würde. Im Mai 2005 wurde der Ausbau der Landebahn schlussendlich genehmigt. Die Arbeiten begannen kurz darauf. Seit Oktober 2005 ist die neue Landebahn in Betrieb. Die Finanzierung des rund zwei Millionen Euro teuren Ausbaus teilten sich das Land Nordrhein-Westfalen und die Flughafenbetreibergesellschaft jeweils etwa zur Hälfte.

## Veranstaltungen
Von 1996 bis 2010 fand jedes Jahr am vorletzten Augustwochenende ein zweitägiges Flugplatzfest statt. Im Rahmen dieser Veranstaltung wurden neben verschiedenen Kunstflugdarbietungen auch historische Flugzeuge präsentiert. Alljährlich war dabei unter anderem der größte einmotorige Doppeldecker der Welt, die Antonow An-2, zu sehen.
Im Sommer 2011 fanden zum ersten Mal die Bielefelder Rundflugtage statt. Hierbei werden Rundflüge über Ostwestfalen mit Flugzeugen, Hubschraubern und Segelflugzeugen angeboten. Auch in Heißluftballonen kann mitgefahren werden. Außerdem wird über die Ausbildungsangebote am Flugplatz Bielefeld informiert.
Seit 1997 findet jährlich am Sonntag nach dem Nikolaustag ein Nikolausfliegen statt. An diesem Nachmittag landet der Nikolaus und verteilt Geschenke an die Kinder aus der Nachbarschaft.

## Vereine am Flugplatz
- Luftsportverein Bielefeld-Gütersloh e. V.
- Segelflugverein Bielefeld e. V.

## Unternehmen am Flugplatz
Am Flugplatz gibt es einen gastronomischen Betrieb, zwei Flugschulen und mehrere Firmen für den Lufttransport und für Luftaufnahmen.

## Gesellschafter
Neben der Stadt Bielefeld und der IHK Ostwestfalen sind weitere 13 Unternehmen Gesellschafter des Flugplatzes. Dazu zählen große regionale Unternehmen wie die Dr. August Oetker KG, die Gundlach Holding und Böllhoff, sowie der ADAC Ostwestfalen-Lippe e.V..